# Jean-Pierre Houël
Jean-Pierre Louis Laurent Houël (Ruão, 28 de junho de 1735 — Paris, 14 de novembro de 1813) foi um gravurista, desenhista e pintor francês.

## Biografia
Nascido em Rouen de uma família de prósperos artistas, a qual o enviou a Academia de Desenho da cidade aos quinze anos.
Lá ele foi exposto a arte dos primeiro pintores holandeses e Flamengos, de quem sofreu um impacto definitivo na escolha de sua especialidade em pintar paisagens. Em 1758 Houël publicou um livro de gravuras de paisagens, e em 1768 ele pintou seis vistas da propriedade rural do Duc de Choiseul, o Château de Chanteloup. No ano seguinte seus patronos de influência garantiram um lugar a ele na Academia Francesa em Roma, onde foi cativado por costumes italianos, paisagens, antigos lugares. Ele viajou através do sul da Itália fazendo desenhos a guache, que apresentou nos Salões de Paris no início dos anos 1770. Exibições essas que chamaram a atenção de um grande público.
Ele passou os anos 1776 a 1779 viajando pela Sicília, Malta e Lipari. Após isso ele publicou uma série de quatro volumes ricamente ilustrados de livros de viagem — do gênero Literatura de Viagem  — (1782 - 1789). A principal intenção de Houël era ilustrar a topografia de um local, mas com suas delicadas aplicações de aquarela capturava magnificamente os efeitos de luz e atmosfera. Para ajudar a financiar esses projetos, Jean-Pierre vendeu seus desenhos preliminares em Paris, em 1780. O Rei Luis XVI comprou 46 deles, Catarina II da Rússia, mais de 500, dos quais 260 estão preservados no Museu do Hermitage, em São Petesburgo. 

em Português, A Tomada da Bastilha, 1789. Ficha da obra.

Em seus últimos anos ele publicou dois tratados ilustrados sobre elefantes. Desenhos de outros animais sugeriram que estava pronto para publicar o seu trabalho zoológico; Entretanto seus planos foram encurtados por sua morte na idade dos 78 anos.
(Nota: Esta publicação é uma tradução do primeiro link citado na bibliografia)